# Niekka (kulle, lat 67,33, long 27,82)
Niekka är en kulle i Finland. Den ligger i Savukoski kommun och landskapet Lappland, i den norra delen av landet, 800 km norr om huvudstaden Helsingfors. Toppen på Niekka är 443 meter över havet, eller 158 meter över den omgivande terrängen. Bredden vid basen är 6,4 km.
Terrängen runt Niekka är huvudsakligen platt, men åt sydväst är den kuperad.Trakten runt Niekka är nära nog obefolkad, med mindre än två invånare per kvadratkilometer.